# Alstroemeria apertiflora
Alstroemeria apertiflora é uma espécie fanerógama, herbácea, perene e rizomatosa pertencente à família das alstroemeriáceas. Encontra-se distribuída no Paraguai e o no nordeste da Argentina, e muito bem adaptada aos banhados do sul, sudeste e centro-oeste do Brasil. É um geófito tuberoso e cresce principalmente no bioma subtropical.